# Boxe nos Jogos Olímpicos de Verão de 1976
O boxe nos Jogos Olímpicos de Verão de 1976 foi realizado em Montreal, no Canadá, com onze eventos disputados.

## Eventos do boxe
Masculino: Peso mosca-ligeiro | Peso mosca | Peso galo | Peso pena | Peso leve | Peso meio-médio-ligeiro | Peso meio-médio | Peso super-médio | Peso médio | Peso meio-pesado | Peso pesado

## Peso mosca-ligeiro (até 48kg)
| Pos. | País                  | Atletas           |
| ---- | --------------------- | ----------------- |
|      | Cuba (CUB)            | Jorge Hernández   |
|      | Coreia do Norte (PRK) | Li Byong-Uk       |
|      | Porto Rico (PUR)      | Orlando Maldonado |
|      | Tailândia (THA)       | Payao Pooltarat   |

## Peso mosca (até 51kg)
| Pos. | País                  | Atletas          |
| ---- | --------------------- | ---------------- |
|      | Estados Unidos (USA)  | Leo Randolph     |
|      | Cuba (CUB)            | Ramón Duvalón    |
|      | Polônia (POL)         | Leszek Błażyński |
|      | União Soviética (URS) | David Torosyan   |

## Peso galo (até 54kg)
| Pos. | País                  | Atletas         |
| ---- | --------------------- | --------------- |
|      | Coreia do Norte (PRK) | Gu Yong-Ju      |
|      | Estados Unidos (USA)  | Charles Mooney  |
|      | Grã-Bretanha (GBR)    | Patrick Cowdell |
|      | União Soviética (URS) | Viktor Rybakov  |

## Peso pena (até 57kg)
| Pos. | País                    | Atletas            |
| ---- | ----------------------- | ------------------ |
|      | Cuba (CUB)              | Ángel Herrera      |
|      | Alemanha Oriental (GDR) | Richard Nowakowski |
|      | Polônia (POL)           | Leszek Kosedowski  |
|      | México (MEX)            | Juan Paredes       |

## Peso leve (até 60kg)
| Pos. | País                  | Atletas         |
| ---- | --------------------- | --------------- |
|      | Estados Unidos (USA)  | Howard Davis    |
|      | Romênia (ROM)         | Simion Cutov    |
|      | Iugoslávia (YUG)      | Ace Rusevski    |
|      | União Soviética (URS) | Vassily Solomin |

## Peso meio-médio-ligeiro (até 63,5kg)
| Pos. | País                 | Atletas            |
| ---- | -------------------- | ------------------ |
|      | Estados Unidos (USA) | Ray Leonard        |
|      | Cuba (CUB)           | Andrés Aldama      |
|      | Bulgária (BUL)       | Vladimir Kolev     |
|      | Polônia (POL)        | Kazimierz Szczerba |

## Peso meio-médio (até 67kg)
| Pos. | País                     | Atletas          |
| ---- | ------------------------ | ---------------- |
|      | Alemanha Oriental (GDR)  | Jochen Bachfeld  |
|      | Venezuela (VEN)          | Pedro Gamarro    |
|      | Alemanha Ocidental (FRG) | Reinhard Skricek |
|      | Romênia (ROM)            | Victor Zilberman |

## Peso super-médio (até 71kg)
| Pos. | País                  | Atletas          |
| ---- | --------------------- | ---------------- |
|      | Polônia (POL)         | Jerzy Rybicki    |
|      | Iugoslávia (YUG)      | Tadija Kačar     |
|      | Cuba (CUB)            | Rolando Garbey   |
|      | União Soviética (URS) | Viktor Savchenko |

## Peso médio (até 75kg)
| Pos. | País                  | Atletas              |
| ---- | --------------------- | -------------------- |
|      | Estados Unidos (USA)  | Michael Spinks       |
|      | União Soviética (URS) | Rufat Riskiyev       |
|      | Cuba (CUB)            | Luis Felipe Martínez |
|      | Romênia (ROM)         | Alec Nastac          |

## Peso meio-pesado (até 81kg)
| Pos. | País                 | Atletas          |
| ---- | -------------------- | ---------------- |
|      | Estados Unidos (USA) | Leon Spinks      |
|      | Cuba (CUB)           | Sixto Soria      |
|      | Romênia (ROM)        | Kostică Dafinoiu |
|      | Polônia (POL)        | Janusz Gortat    |

## Peso pesado (+ 81kg)
| Pos. | País                 | Atletas           |
| ---- | -------------------- | ----------------- |
|      | Cuba (CUB)           | Teófilo Stevenson |
|      | Romênia (ROM)        | Mircea Simon      |
|      | Bermudas (BER)       | Clarence Hill     |
|      | Estados Unidos (USA) | John Tate         |

## Quadro de medalhas do boxe
| Ordem | País                   | Medalha de ouro | Medalha de prata | Medalha de bronze | Total |
| ----- | ---------------------- | --------------- | ---------------- | ----------------- | ----- |
| 1     | USA Estados Unidos     | 5               | 1                | 1                 | 7     |
| 2     | CUB Cuba               | 4               | 2                | 1                 | 7     |
| 3     | POL Polônia            | 1               | 0                | 6                 | 7     |
| 4     | PRK Coreia do Norte    | 1               | 1                | 0                 | 2     |
| 5     | FRG Alemanha Ocidental | 1               | 0                | 0                 | 1     |
| 6     | ROM Romênia            | 0               | 2                | 3                 | 5     |
| 7     | URS União Soviética    | 0               | 1                | 4                 | 5     |
| 8     | GDR Alemanha Oriental  | 0               | 1                | 1                 | 2     |
| 8     | YUG Iugoslávia         | 0               | 1                | 1                 | 2     |
| 10    | VEN Venezuela          | 0               | 1                | 0                 | 1     |
| 11    | BER Bermudas           | 0               | 0                | 1                 | 1     |
| 11    | BUL Bulgária           | 0               | 0                | 1                 | 1     |
| 11    | GBR Grã-Bretanha       | 0               | 0                | 1                 | 1     |
| 11    | MEX México             | 0               | 0                | 1                 | 1     |
| 11    | PUR Porto Rico         | 0               | 0                | 1                 | 1     |
| 11    | THA Tailândia          | 0               | 0                | 1                 | 1     |